# Lipid-Elektrophorese
Die Lipid-Elektrophorese ist die elektrophoretische Auftrennung der Lipoproteine.
Sie liegt der Klassifikation der Hyperlipoproteinämien nach Fredrickson zugrunde und ist eine noch immer oft angewendete Laboruntersuchung des Blutes. Insbesondere Fettstoffwechselzentren verzichten nicht auf die Lipidelektrophorese, da sie eine kostengünstige Basisuntersuchung für die Patienten mit Hyperlipidämien darstellt.
Die Lipid-Elektrophorese ist ein sensitiver Test zum Nachweis von Chylomikronen. Nach Zentrifugieren bei ca. 13.000/min wird eine Elektrophorese durchgeführt, bei der die Chylomikronen aufgrund ihres hohen Anteiles an elektrisch ungeladenen Neutralfetten und ihrer Größe an der Auftragsstelle liegen bleiben.